# Leucauge annulipedella
Leucauge annulipedella este o specie de păianjeni din genul Leucauge, familia Tetragnathidae, descrisă de Strand, 1911. Conform Catalogue of Life specia Leucauge annulipedella nu are subspecii cunoscute.